# Garagartza (Mendaro)
Garagartza es una entidad de población española del municipio de Mendaro, perteneciente a la provincia de Guipúzcoa, en la comunidad autónoma del País Vasco. En 2022, la entidad singular de población tenía empadronados 1081 habitantes y el núcleo de población, 1014.